# Sony
Sony Corporation (japonsky ソニー株式会社, Soní Kabušiki gaiša), běžně označována jako Sony, je japonská mezinárodní korporace. Hlavní sídlo společnosti je ve městě Minato, Tokio, Japonsko. Obchodní model společnosti je zaměřen především na elektroniku (televizory, herní konzole, mobilní telefony, multimédia), videohry a zábavní průmysl. Společnost je považována za jednoho z nejlepších výrobců elektroniky na spotřebitelském trhu. V roce 2014 společnost v seznamu Fortune Global 500, který hodnotí firmy podle hrubého obratu, obsadila 105. příčku.
Sony Corporation je dceřiná společnost Sony Group (japonsky (ソニー・グループ, Soní Gurúpu), která svůj obchodní model rozděluje na čtyři kategorie – elektroniku (zahrnuje videohry, internetové služby a lékařské služby), filmový průmysl, hudbu a finanční služby. Sony Group je holdingová společnost a je celkově rozdělena na Sony Corporation (Sony Electronics v USA), Sony Pictures Entertainment, Sony Music Entertainment, Sony Mobile Communications (předtím známé jako Sony Ericsson) a Sony Financial. Sony je také v seznamu dvaceti nejvýdělečnějších polovodičových firem a třetí největší výrobce televizorů.
Aktuální slogan společnosti je „Be Moved“, předtím měla společnost slogany jako „make.believe“ nebo „like.no.other“.

## Historie

### Založení

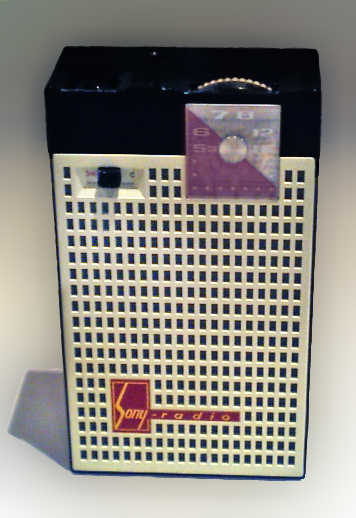
Tranzistorové rádio Sony TR-52

Po druhé světové válce, 7. května 1946, si Masaru Ibuka založil svoji opravnu rádií v obchodním domě Shirokiya, který byl z války ještě poničený kvůli bombovým náletům. Obchodní středisko bylo situováno ve čtvrti Nihonbashi, která je součástí Tokia. Další rok se k Ibukovi připojil Akio Morita a spolu založili společnost Tokyo Tsushin Kogyo (v angl. překladu Tokyo Telecommunications Enginnering Corporation). Společnost vyrobila první japonský magnetofon, který nazvala Type-G. Na začátku 50. let Ibuka odletěl do Spojených států, kde poprvé uslyšel o přelomové technologii – tranzistoru. Ibuka s Moritou měli zájem tuto technologii použít v komunikačních přístrojích.

### Změna jména
Morita s Ibukou většinou používali pouze inicály TTK namísto celého jména firmy, Tokyo Tsushin Kogyo. Zde byl ale problém, jelikož označení TTK bylo zažité pro tehdejší železniční společnost Tokyo Kyuko, tak začali používat akronym "Totsuko". Ve Spojených státech se ale ukázalo, že Američané mají problém toto jméno vyslovit. Společnost tak začala používat slovní spojení „Tokyo Teletech“, ale jen do doby než se ukázalo, že slovo „Teletech“ má již zaregistrované jako obchodní značku jedna americká společnost. V roce 1958 společnost změnila své jméno na konečné Sony. Jméno společnosti pochází z latinského slova „sonus“, což je v překladu „zvuk“, a také z anglického slangového výrazu „sonny“. Vzniklo tak slovní spojení „sonny boys“, což v 50. letech znamenalo chytré a slušné mladé muže.

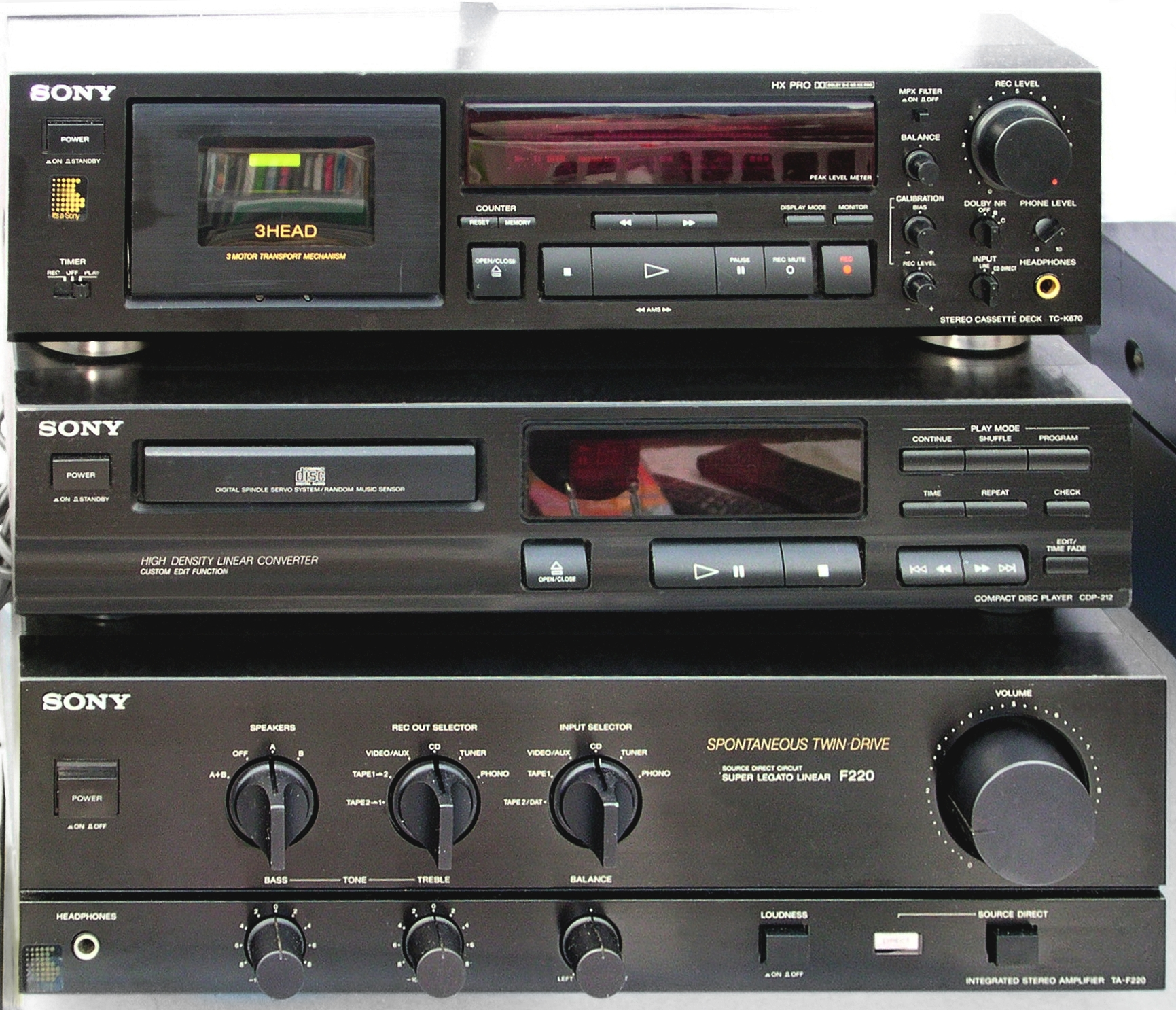
Sony Hi-Fi produkty z 90. let: kazetový přehrávač TC-K670, CD přehrávač CDP-212 a zesilovač TA-F220

### Expanze
Prvním produktem pod značkou Sony bylo tranzistorové rádio TR-55, ačkoli sama společnost název Sony nesla až od roku 1958. Úspěch jí přinesl až typ TR-63, kdy se ve Spojených státech v roce 1955 prodalo tohoto modelu přibližně 100 000 kusů a v roce 1968 to bylo už 5 milionů. Tento model kupovaly nejvíce mladé ženy, které zaujaly malé rozměry přehrávače. V roce 1960 Morita ve Spojených státech založil první pobočku společnosti s názvem Sony Corporation of America. V 60., 70. a 80. letech byla společnost Sony nejsilnějším japonským vývozcem a hrála velmi důležitou roli v japonské ekonomice. Svět si tuto společnost velmi rychle oblíbil díky vysoké kvalitě výrobků a snižování cen spotřební elektroniky, díky čemuž měla Sony vysokou konkurenceschopnost.
Roku 1971 Ibuka přenechal Moritovi pozici ředitele společnosti. V 80. letech však svět postihla recese a Sony musela své výrobky prodávat hluboko pod cenou. Mnozí analytici označili Sony za téměř mrtvou společnost, která ekonomickou krizi nepřežije. V té době se však společnosti ujal Norio Ohga a začal vše dávat do pořádku. Na jeho popud začal v 70. letech vývoj technologie Compact Disc (CD) a na začátku 90. let také herní konzole PlayStation. Také začal rozšiřovat působiště firmy v mediální sféře díky koupi CBS Record v roce 1988 a rok poté také společnosti Columbia Pictures. V roce 1989 se Norio Ohga stal ředitelem společnosti, a nahradil tak Moritu.

## Současnost
V roce 2005 se pozice CEO ujal Howard Stringer, první cizinec, který vedl japonskou elektrotechnickou firmu. I když některá odvětví firmy vylepšil, vysloužil si mnoho kritiky a byl označen za původce stagnace společnosti. V roce 2012 ho nahradil Kazuo Hirai, který slíbil, že společnost vytáhne z finančních ztrát a postaví ji na nohy. V únoru 2014 se Sony zbavila své divize Vaio, která vyráběla notebooky a počítače, odkoupila ji firma Japan Industrial Partners. Měsíc na to společnost zavřela dvacet svých kamenných obchodů. V dubnu 2014 také prodala svůj podíl v herní společnosti Square Enix.

## Produkty a technologie
Sony je historicky známá jako společnost vytvářející své vlastní standardy namísto přijetí standardů ostatních firem. Nejznámějšími formáty společnosti je floppy disk, Compact Disc a Blu-ray Disc.

### Nahrávání videa

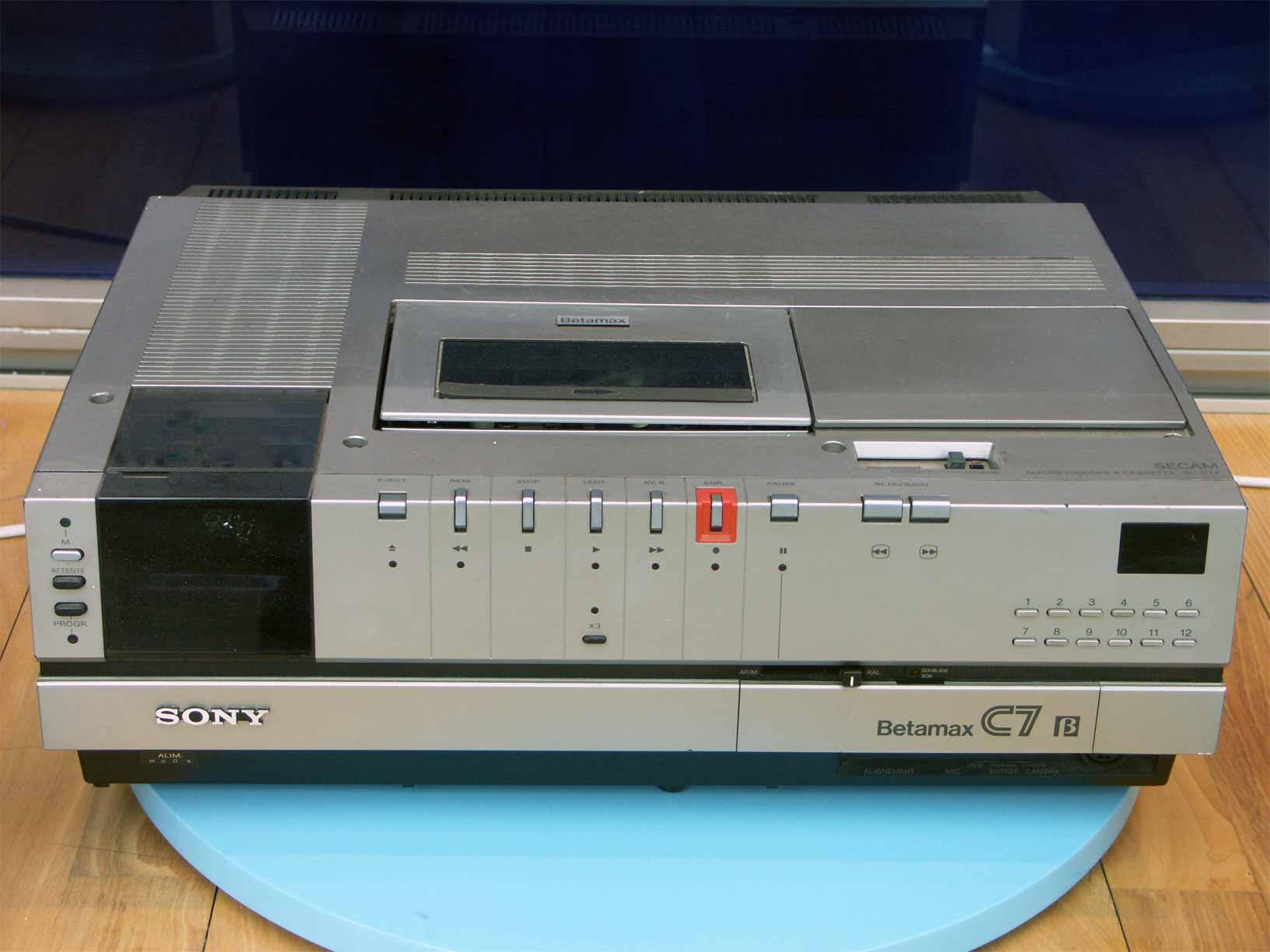
Videorekordér Sony Betamax C7

V roce 1975 společnost vypustila na trh své videokazety pro nahrávání s názvem Betamax. Videokazeta byla postavena na magnetických páskách a byla široká 12,7 mm. Upravená verze, Betacam, se dodnes používá v televizním průmyslu. Betamax byla přímá konkurence formátu VHS vytvořeným společností JVC. Betamax např. neměla žádnou ochranu proti nežádoucímu okolnímu rušení. Nakonec se konkurenční formát VHS velmi rychle rozšířil a Sony byla nucena převzít tento formát a ukončit vývoj Betemaxu. Pro profesionální segment se však nepoužíval formát Betamax, ale U-Matic. Tato videokazeta byla široká 19 mm. U-Matic byl v podstatě předchůdce spotřebitelsky cíleného Betamaxu a vyšel o čtyři roky dříve, v září 1971.
V roce 1985 společnost uvedla na trh Handycam. Videokamera se vyznačovala malou velikostí a byla postavena na videoformátu Video8. Videokamery Handycam se staly velice rychle velmi populární. Formát Video8 pracoval jak v systému NTSC, tak i v PAL/SECAM. Byl čistě analogový, stejně jako jeho vylepšený nástupce Hi8. Digitální záznam představil až následný formát Digital8, který k záznamu využíval kazety pro Hi8.
Sony také v roce 1987 vypustila na trh Digital Audio Tape (DAT nebo R-DAT). Jde o formát zvukového záznamu na magnetický páskový nosič v kazetě. Jedná se o první domácí systém digitálního záznamu zvuku bez komprese dat. Tento formát se nikdy hojně nerozšířil a navíc se místo původního určení převážně používal na zálohu dat z počítačů.

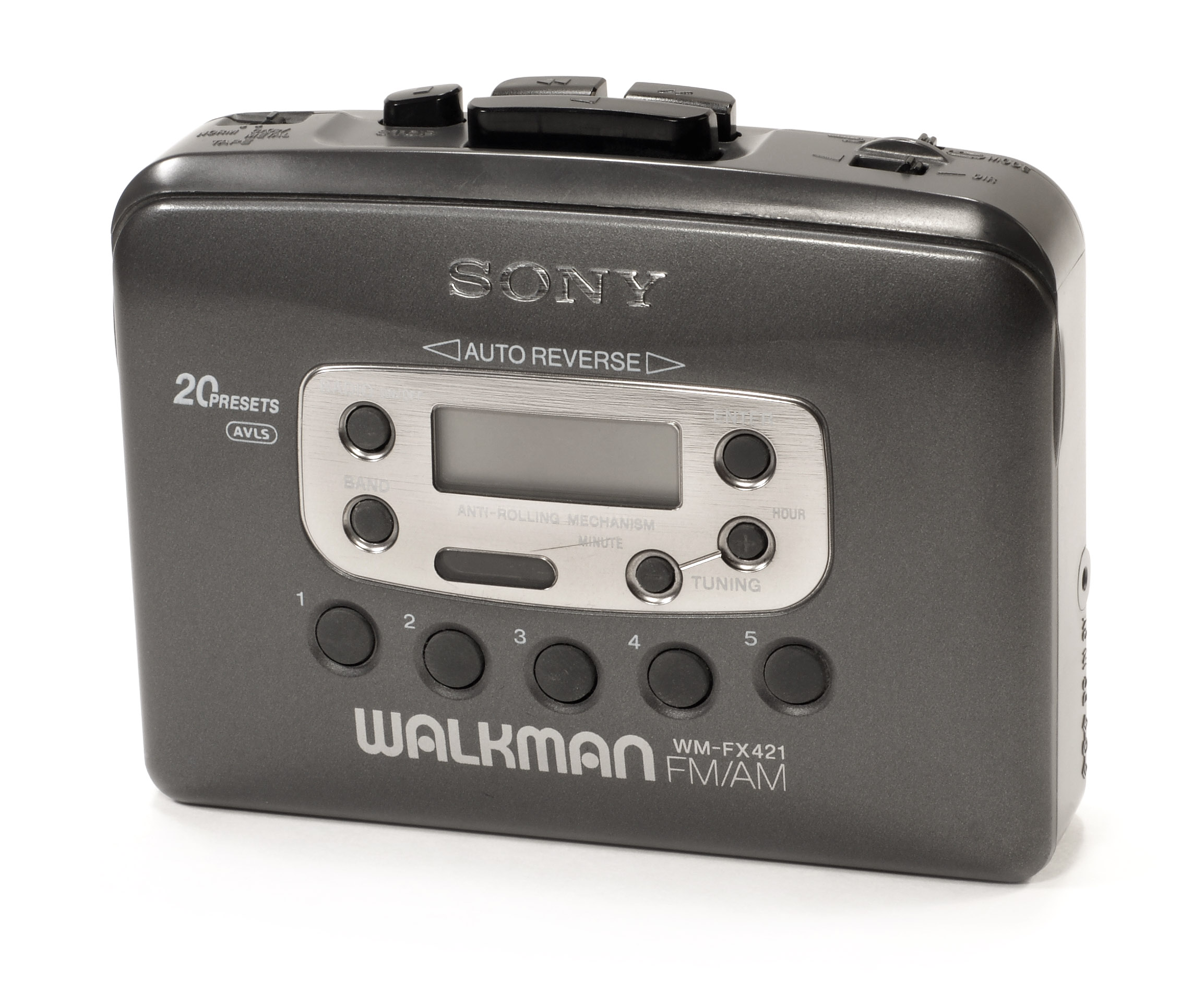
Přenosný hudební přehrávač Sony WM-FX421

### Nahrávání zvuku
Roku 1979 uvedla Sony Walkman, první přenosný hudební přehrávač na světě používající formát kompaktní kazety (MC). Jelikož se Walkman stal velice úspěšným zařízením, stala se značka známou nejen u uživatelů jejích výrobků. Proto Sony u některých výrobků začala používat stejnou stylizaci, „Watchman“ – přenosné televize uvedeny na trh v roce 1982 a staženy z prodeje v roce 2000, „Scoopman“ – přenosné záznamníky, „Discman“ – přenosný hudební přehrávač používající technologii CD a „Talkman“ – program pro překládání mezi japonským, anglickým, korejským a čínským jazykem.
V roce 1992 uvedla MiniDisc (MD). Jednalo se o magnetooptické médium pro nahrávání a distribuci hudby. MiniDisc měl oproti CD několik výhod, a to mu zajistilo popularitu. Sony prodávala přehrávače MiniDisc do roku 2013. Kromě původního MiniDiscu se později objevilo i několik variant. MDLP – uvedeno v září 2000, umožňuje uložit na médium delší stopáž, NetMD – uveden v červenci 2001, dovoluje přenos hudby z PC na MiniDisc pomocí sběrnice USB, HiMD – uvedeno na začátku roku 2004, konečně umožnilo nahrání hudby z MD do PC a dále umožnilo používat média i pro data.

### Optická úložiště
V roce 1983 Sony se společností Philips uvedly na trh Compact Disc (CD), potom Sony začala vyvíjet další optické formáty. V roce 1986 uvedla Write-Once (WO) a o dva roky později magnetooptické disky, které Sony využila u MiniDiscu. Technologii CD Sony využila u svých přenosných audiopřehrávačů, Discman. Na začátku 90. let společnost vyvinula optický disk s vysokou hustotou záznamu, to znamenalo zvýšení diskového prostoru. Tento projekt vytvořila Sony opět s pomocí firmy Philips a byl nazván MultiMedia Compact Disc (MMCD). Konkurenční řešení neslo název Super Density Disc (SD) a bylo finančně podporováno společností Toshiba. Jelikož optický disk SD podporovalo více firem, Sony a Philips se rozhodly, že svůj formát MMCD zruší a přijmou konkurenční koncept. Po mírné modifikaci původního SD se optický disk podporovaný firmou Sony přejmenoval na Digital Video Disc (DVD) a veřejnosti byl představen v roce 1997.

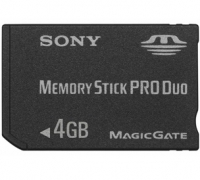
Paměťová karta Sony Memory Stick Pro Duo

### Disková úložiště
V roce 1983 uvedla Sony na trh zmenšenou variantu floppy disku. Využila toho, že tou dobou na trhu bylo nepřeberné množství různých velikostí a chtěla nabídnout nejmenší možnou disketu, kterou by nahradila tak hojně využívané 5,25" diskety. Disketa od Sony měla velikost 90×90 mm a je spíše známa pod označením 3,5 ". Sony měla s touto variantou obrovský úspěch a 3,5" disketa se stala dominantním formátem na trhu.
Sony se také zapojila do výroby diskových řešení na bázi flash paměti. V roce 1998 uvedla formát pojmenovaný Memory Stick. Jednalo se o paměťové karty pro digitální kamery, digitální fotoaparáty a přenosné hudební přehrávače. Memory Stick Duo a Memory Stick Micro pak byly vylepšenými variantami. Tyto formáty však nebyly podporovány ostatními společnostmi a Sony byla nucena začít používat nejrozšířenější formát – Secure Digital (SD).
V dnešní době Sony také vyrábí externí SSD disky.

### Robotika

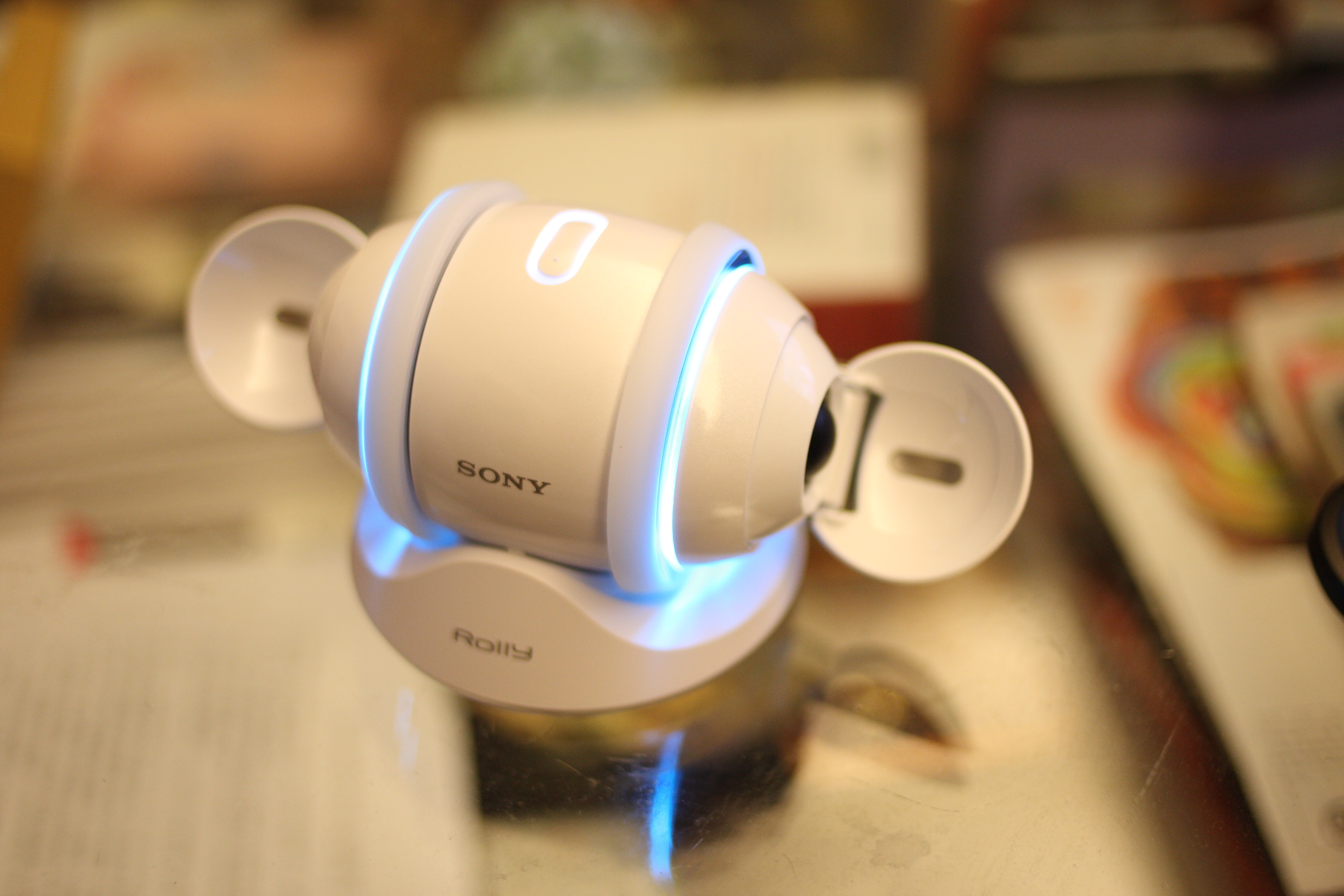
Robot Sony Rolly na podstavci během výstavy v Japonsku.

Společnost Sony se také angažovala v robotice. Jejím prvním robotem se stal „Rolly“. Jedná se o robota ve tvaru vajíčka a jeho hlavní funkcí je tanec v rytmu aktuálně přehrávané písně. Rolly umožňuje pustit písničky ze zařízení, jako je počítač, MP3 přehrávač či mobilní telefon díky bezdrátovému rozhraní Bluetooth. Rolly také díky svým senzorům pozná, kde stojí člověk, a pokud nestojí naproti němu, tak se k němu Rolly sám otočí. Startovní cena byla 399 dolarů.
V roce 1999 společnost představila robota AIBO a jednalo se o robotického psa cíleného jako zábavné zařízení pro děti. AIBO se také objevil v mnoha filmech, hudebních videoklipech a také v reklamách. Vylepšené modely Sony uvedla v roce 2005. Za rok, 26. ledna 2006, však společnost ukončila prodej robotů AIBO a v červenci 2014 oznámila, že již nebude provádět ani jejich opravy.
V roce 2003 se ještě objevil od Sony tzv. humanoid pojmenovaný QRIO.

### Fotoaparáty
Sony také vyrábí fotoaparáty, jejich kompaktní fotoaparáty prodává pod obchodní značkou Cyber-shot. První kompaktní fotoaparáty začala Sony prodávat v roce 1996. Mnoho modelů obsahuje čočky od společnosti Carl Zeiss. Od roku 2006 do roku 2009 se obchodní značka Cyber-shot využívala také u některých telefonů Sony Ericsson. Digitální zrcadlovky se prodávají pod obchodním názvem Alpha a první model vyšel 5. června 2006.
V roce 2005 Sony odkoupila od společnosti Konica Minolta její divizi fotoaparátů a díky tomu modely Alpha využívají její technologie. V roce 2010 Sony uvedla na trh své první tzv. bezzrcadlovky (MILC). Sony je celkově třetí největší výrobce fotoaparátů na světě (po společnostech Canon a Nikon).

### Televizory
První své televizory na bázi technologie CRT uvedla v roce 1968 pod názvem Trinitron a později i pod stejným názvem produkovala monitory CRT. Sony ukončila výrobu televizorů Trinitron v roce 2007, a to v USA, jinde se tyto TV již neprodávaly. Své monitory přestala prodávat v roce 2005.
Od roku 2005 vyráběla televize na bázi technologie LCD, a to pod názvem BRAVIA. Později se pod stejnou značkou začaly vyrábět také projektory a domácí kina. V roce 2012 Sony oznámila, že výroba televizorů je pro společnost nevýdělečná už osm let.
Společnost také vyrábí přenosné televizory, DVD přehrávače, Blu-ray přehrávače, Hi-Fi systémy a rádia.

### Polovodiče
Firma je také známa pro své optické snímače CCD a CMOS široce používané v digitálních fotoaparátech, mobilních telefonech a tabletech. Také je producentem senzorů, laserových diod, OLED panelů a dalších komponent.

### Mobilní telefony
Sony začala s výrobou mobilních telefonů spolu se švédskou firmou Ericsson v roce 2001. Obchodní značka, pod kterou byly telefony prodávány, byla Sony Ericsson. I když směr společnosti byl v některých aspektech velmi inovativní, prodeje nebyly oslnivé. Od roku 2008 do roku 2010 postihla společnost těžká recese a z původní 4. příčky nejprodávanější značky mobilních telefonů spadla až na 6. místo. V roce 2012 Sony za miliardu dolarů odkoupila podíl Ericssonu ve firmě a divize se přetransformovala na Sony Mobile Communications. V současné době vyrábí mobilní telefony a tablety pod obchodní značkou Xperia. Novinkami pro rok 2015 se stala trojice vlajkových telefonů řady Xperia Z5, z nichž nejvybavenější Xperia Z5 Premium přinesla do telefonů displej s rozlišením 4K. Pro rok 2016 se vlajkovou lodí stala Xperia XZ, která přinesla nový vzhled a vylepšený fotoaparát. Na MWC 2017 Sony představila doposud svůj nejlepší telefon – Xperia XZ Premium, která obsahuje 4K HDR displej a je schopna nahrávat video až při 960 fps.

### Herní konzole

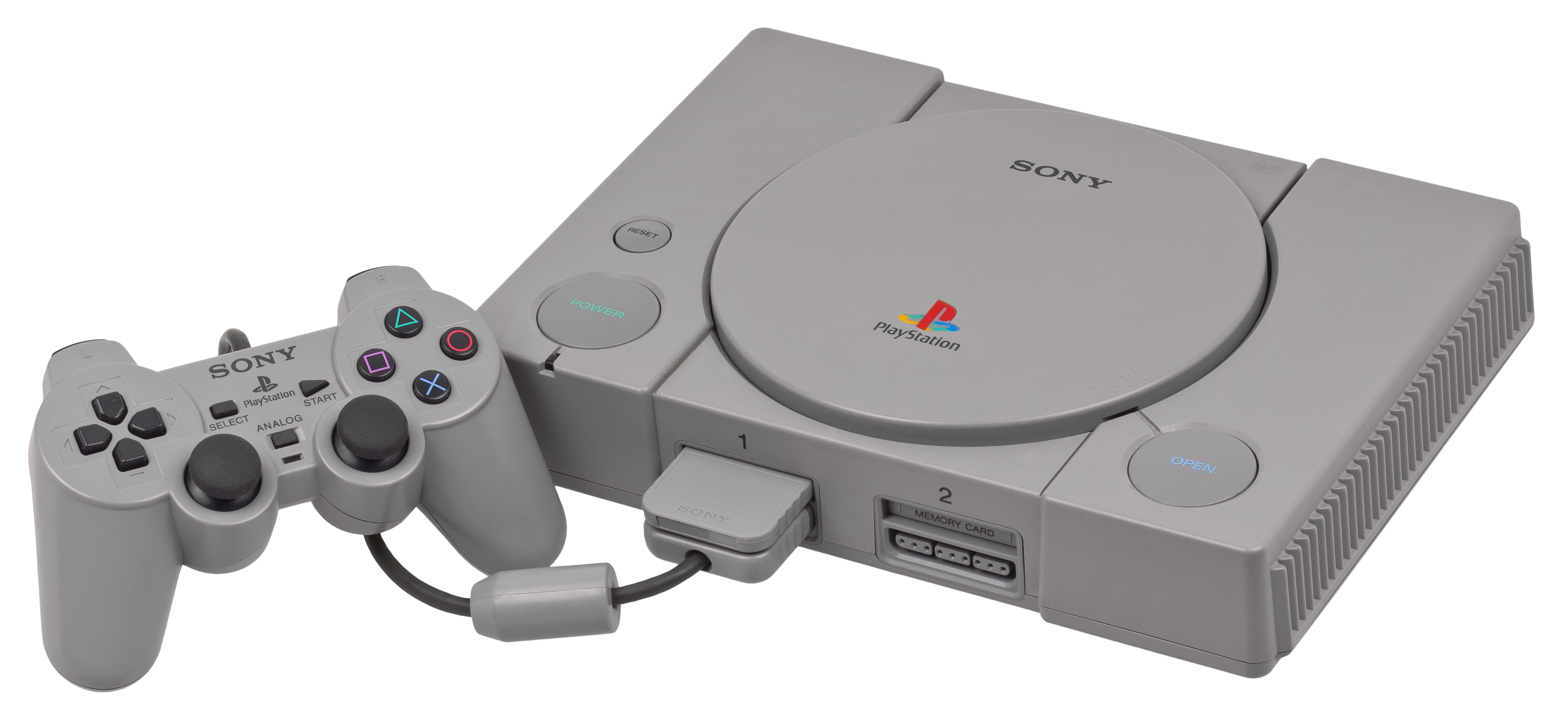
Herní konzole Sony PlayStation

V roce 1994 uvedla Sony na trh svou první konzoli pojmenovanou PlayStation. Konzole sesadila společnost Nintendo z vedoucí pozice a suverénně vyhrála pátou generaci videoherních konzolí. Úspěch pokračoval i s následníkem, PlayStationem 2 vydaným v roce 2000. PlayStation 2 se stal nejúspěšnější konzolí všech dob a za 11 let se prodalo přes 150 milionů kusů. V roce 2006 vtrhl na trh PlayStation 3 nazýván jako next-gen konzole. V pořadí třetí PlayStation však nedosahoval takových prodejů a zisku jako předchůdci a pro Sony se tato konzole stala ztrátovou na mnoho let.
Na konci roku 2013 přišla na trh další konzole, PlayStation 4 a je to zatím nejrychleji prodávaná konzole z rodiny PlayStation. V lednu 2015 měla na svém kontě již 18,5 milionu prodaných kusů.
Na konci roku 2020, potom vydal Sony PlayStation 5, dnes již je nejnovější a přinesl nám nový typ ovladače s jménem DualSense.
Sony také vydala v roce 2005 přenosnou herní konzoli PlayStation Portable a v roce 2011 jejího následovníka, PlayStation Vita.

## Filmový a hudební průmysl
Sony také vlastní filmová studia a dceřiná společnost se jmenuje Sony Pictures Entertainment, Inc. Stojí za známými filmy jako Spider-Man, Karate Kid nebo Muži v černém. Sony do filmového průmyslu vstoupila v roce 1989, kdy koupila společnost Columbia Pictures Entertainment za 3,4 miliardy dolarů.
Do hudebního průmyslu vstoupila v roce 1987, kdy koupila společnost CBS Record Group za 2 miliardy dolarů. Dceřiná společnost v hudebním průmyslu se jmenuje Sony Music Entertainment a je to druhá největší nahrávací společnost na světě. Společnost vlastní plná nebo částečná práva na díla Michaela Jacksona, The Beatles, Eminema, Akona a dalších hudebních umělců.